# Фрески Києва (хор)
Фрески Києва — хор духовної музики з Києва.
Був заснований у 1989 Олександром Бондаренком з метою пропаганди української духовної музики, а саме композиторів: М. Ділецьокого, М. Березовського, Д. Бортнянського, М. Лисенка та М. Леонтовича.
Крім духовних творів, колектив виконує фольклорну музику — колядки, щедрівки, веснянки та хорові твори сучасних композиторів.
Записи хору: «Шедеври української духовної музики» (1990), «Літургії святого Іоанна Златоуста» (1991).